# Bensheim
Bensheim với dân số hơn 40.000 người là thành phố lớn nhất của huyện Bergstraße thuộc bang Hessen (Đức). Nó nằm tại rìa núi Odenwald nhìn ra đồng bằng sông Rhein.

## Lễ lộc trong năm
- Hội rượu nho Bergstraße: Nổi tiếng cả ở ngoài vùng, được tổ chức hàng năm vào đầu tháng 9 tại mọi nơi trong nội thành, bắt đầu vào ngày thứ bảy và kéo dài 9 ngày. Vào ngày chủ nhật đầu tiên có diễu hành và ngày thứ bảy sau đó có bắn pháo bông trên đồi Kirchberg. Lễ hội rượu nho đầu tiên xảy ra vào năm 1929, ngay vào năm đó cũng có diễu hành và pháo bông trên đồi Kirchberg.